# Gerhard Schmid (Politiker, 1960)

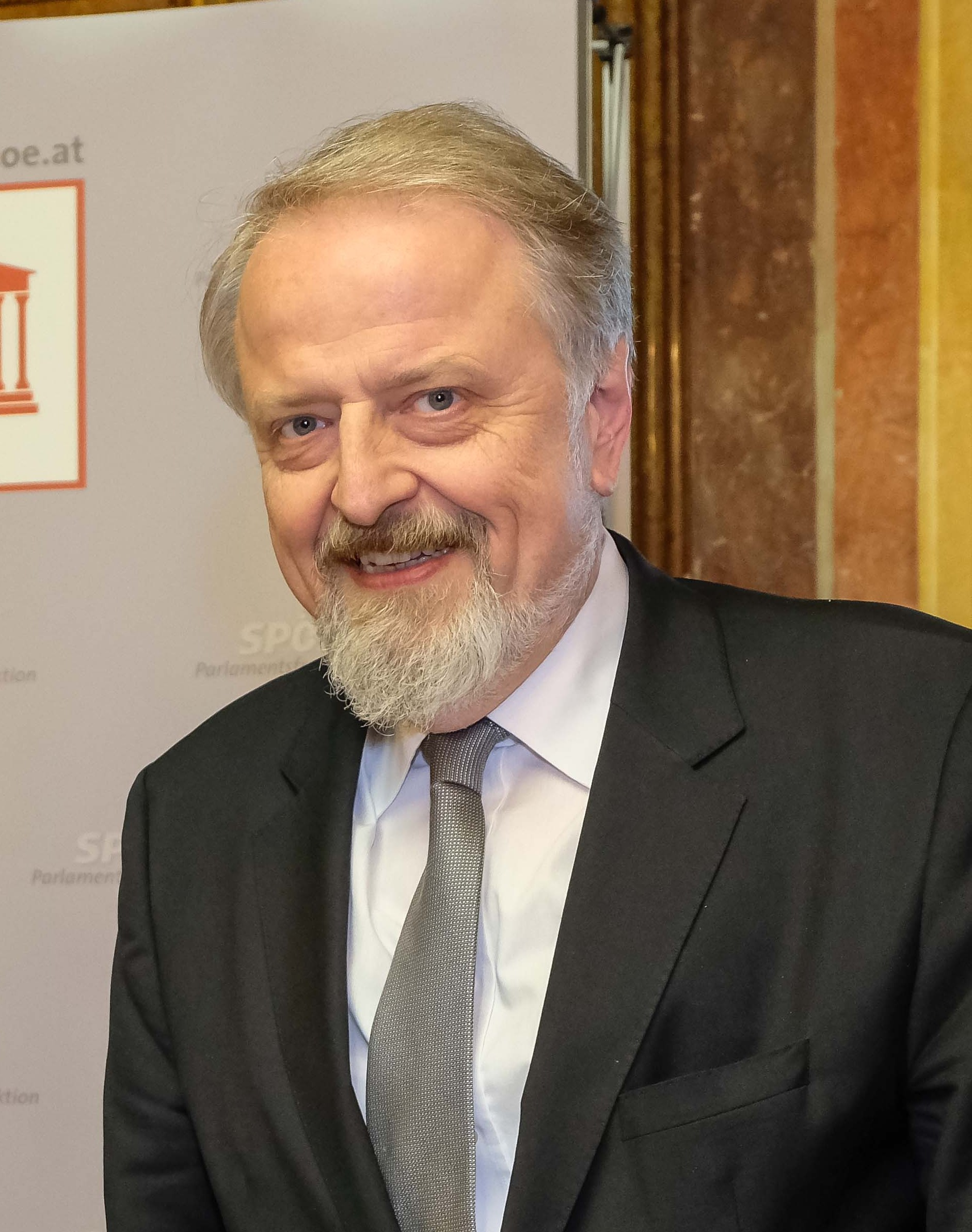
Gerhard Schmid (2016)

Gerhard Schmid (geboren am 13. September 1960) ist ein österreichischer Politiker (SPÖ). Er war SPÖ-Bundesgeschäftsführer und ist Abgeordneter zum Wiener Landtag bzw. Mitglied des Wiener Gemeinderates, wo er seit dem 10. Juni 2025 als Dritter Landtagspräsident fungiert.

## Leben
Schmid war von 1976 bis 1982 Vorsitzender der Sozialistischen Jugend Hietzing. Er absolvierte ein Lehramtsstudium an der Berufspädagogischen Akademie und war von 1981 bis 1997 Berufsschullehrer. Nebenberuflich absolvierte er ein Diplomstudium der Politikwissenschaft und Pädagogik und anschließend ein Doktoratsstudium der Politikwissenschaft an der Universität Wien. Ab 1997 war er Vizedirektor einer Wiener Berufsschule, ab 2000 Abteilungsleiter und Direktor am Pädagogischen Institut des Bundes in Wien. Nach dem Übergang dieser Institution in die neugeschaffene Pädagogische Hochschule Wien war er dort kurz als Professor tätig. Zwischen 1997 und 2015 war Schmid Bezirksrat in Wien-Hietzing, im April 2011 wurde er zum Bezirksparteivorsitzender in Hietzing gewählt.
Im Jahr 2007 wurde er von Werner Faymann, damals Bundesminister für Verkehr, Innovation und Technologie, in sein Kabinett berufen. Nachdem Faymann 2008 als Bundeskanzler bestellt wurde, folgte ihm Schmid als wissenschaftlicher Mitarbeiter ins Bundeskanzleramt.
Im Jänner 2015 wurde er zum stellvertretenden Kabinettschef bestellt, im Juni erfolgte seine Nominierung zum SPÖ-Bundesgeschäftsführer als Nachfolger von Norbert Darabos. Am 24. November 2015 wurde er als Abgeordneter zum Wiener Landtag bzw. Mitglied des Wiener Gemeinderates angelobt. Am 13. Juni 2016 folgte ihm Georg Niedermühlbichler als SPÖ-Bundesgeschäftsführer nach.
Schmid ist Autor zahlreicher Publikationen und unterrichtet regelmäßig an der Universität Wien. 1999 veröffentlichte er im STUDIEN Verlag das Buch „Österreich im Aufbruch. Die österreichische Sozialdemokratie in der Ära Kreisky (1970–1983)“ (ISBN 3-7065-1264-5).
Im Juni 2019 wurde er zum Vorsitzenden der SPÖ Bildung gewählt, im September 2023 wurde er in dieser Funktion bestätigt.

## Publikationen
- 1999: Österreich im Aufbruch: die österreichische Sozialdemokratie in der Ära Kreisky (1970–1983), mit einem Vorwort von Heinz Fischer, Studien-Verlag, Innsbruck/Wien 1999, ISBN 978-3-7065-1264-0
- 2021: Zeit.Gespräche: Interviews mit interessanten Persönlichkeiten aus Politik, Wirtschaft, Wissenschaft, Religion, Sport Und Kultur, Echomedia-Buchverlag, Wien 2021, ISBN 978-3-903989-21-4.
- 2023: Gerhard Schmid, Christoph Hirschmann (Hrsg.), Zeit.Gespräche Band 2, Verlag des ÖGB, Wien 2023. ISBN 3-99046-649-6, ISBN 978-3-99046-649-0
- 2023: Gerhard Schmid, Marcus Schober (Hrsg.), Sozialdemokratie. Positionen und Perspektiven, Verlag des ÖGB, Wien. ISBN 978-3-99046-669-8, ISBN 3990466690